# テレビテニス
テレビテニスは、1975年9月12日にエポック社から発売された日本初の家庭用テレビゲーム機である。発売当時の定価は19,500円（2023年時点の38,780円と同等）。販売台数は文献によって差異があり、1万台から4万台。
ゲーム内容は、モノクロ画面に表示される左右に飛びかうボールを、2人のプレイヤーがパドルを操作して画面左右それぞれの端にある縦長のバーを上下に動かし、ピンポン（卓球）のように互いに打ち合うというルール。

## ハードウェア
ハードウェアの中枢は8個の集積回路 (IC) と26個のトランジスタで構成されている。製造は音響機器メーカーの白光無線（1976年9月に倒産）が担当した。本体のアンテナからUHF帯の電波を発信し、テレビ側のUHFチャンネルで受信するというワイヤレス機能を搭載している。本機にはスコア機能がなかったため、本体上でスコアをカウントするためのダイヤルが付いている。

## 同年代の競合製品
当時、テレビを使ってピンポンゲームをする技術はアメリカ合衆国のサンダース・アソシエイツが特許を持っており、同国ではマグナボックスがこれをオデッセイとして商品化した。日本では、オデッセイは輸入雑貨の貿易商を営んでいたブレーンとその関連会社のジョリーブを通して既に販売されていたが、58,000円（2023年時点の115,345円と同等）と高価であった。一方エポック社は本機の発売に際して、マグナボックスから特許の使用許諾を得て、19,500円という低価格で販売するも本機を含む家庭用テレビゲーム機の国内販売は伸びなかった。
1976年にジェネラル・インストゥルメントやナショナル・セミコンダクタなどがゲームの種類やボール速度の設定などを加えて改良した回路をワンチップに収めたLSI（大規模集積回路）の供給を開始する。日本でも他のメーカーから同様のゲーム機が発売されると、本機は機能や価格面で不利になった。エポック社も同年8月よりNEC半導体事業部の協力を得て、専用LSIの開発および新しいテレビゲーム機の開発にとりかかり、1977年8月にシステム10として発売したが、その直前に任天堂から低価格機のカラーテレビゲームが発売されるなどの厳しい競争に晒された。